# Pseudospecies
Pseudospecies (f, sg. und pl.) ist ein von Erik H. Erikson 1968 geprägter Begriff der Soziologie, der alsbald auch in der Zoologie (Ethologie) Bedeutung erlangt hat. Er besagt, dass soziale Lebewesen wie Menschen oder auch Ameisen innerartlich in einander feindlich gegenüberstehende Gruppen zerfallen, die gegeneinander („aggressiv“) „Krieg“ führen können. Ursache dieser Pseudospeciation ist, dass die Arten durch ihre Sozialität gegenüber „Räubern“ bio- und ökologisch derart überlegen sind, dass der normale Selektionsprozess zum Aufrechterhalten der Erbgesundheit (gegen Degeneration) nicht mehr ausreicht. Bleiben Pseudospecies lange genug geographisch isoliert (genetische Isolate), beispielsweise infolge von Eiszeiten, können sie zu „guten“ Arten werden.
Erikson hat diesen Begriff zur Deutung z. B. von Tendenzen zur Bandenbildung bei Jugendlichen eingeführt, die er zwar von Zuständen bei prähistorischen Menschen und „Primitiven“ ableitet, die aber nicht so angeboren sind, dass sie unbedingt auftreten. Ziel Eriksons war es dabei (in Identity: Youth and Crisis), die Gefahren aufzuzeigen, die von Pseudospecies-Bildung im Atom-Zeitalter ausgehen. Anhänger von Milieutheorien (Psycho- und Soziologen) versuchen, eine solche Ansicht als unberechtigt und überflüssig zu erweisen, weil ja ihre Annahme dazu verleite, Pseudospecies als „unausweichlich naturgegeben“ hinzunehmen.
Im Ethological Dictionary von Armin Heymer (1977: 134) heißt es: «Die rasche, kulturell gesteuerte Evolution des Menschen birgt eine Gefahr: Kulturen bilden sich schnell und kapseln sich aufgrund ihrer besonderen Kulturmuster von anderen ab; und die verschiedenen Kulturen oder Nationen verhalten sich zueinander wie „biologische Arten“. Erikson bezeichnete sie deshalb auch als Pseudospecies - dieses Sich-Abkapseln kann zwar letztlich keine andere Ursache als eine „angeborene“ haben (es hat sich einst fürs Überleben als vorteilhaft erwiesen); aber heute kann der Antrieb zur Pseudospeciation schon so weit abgenommen haben, dass er (zumindest bei Erwachsenen) nicht mehr unbedingt fortwirken muss».
Eine sehr ausgewogene Schilderung des Phänomens und seiner Folgen, erhoben bei Nomadenstämmen der Mongolei, sowie Folgerungen daraus gab Francisco J. Gil-White in seiner Dissertation 2001. Es ging dabei um die Frage, ob Pseudospecies reale Wesenheiten darstellen oder lediglich in der „Einbildung“ sich ihnen zugehörig Fühlender bestehen. Eine populäre Darstellung lieferte Christopher Malden (2009).